# Tao Te ťing
Tao Te ťing (tradičními čínskými znaky: 道德經, zjednodušenými znaky: 道德经; v čínské hláskové abecedě pchin-jin 拼音, s vyznačenými tóny: Dàodéjīng; ve standardním českém přepisu: Tao-te-ťing; v anglickém přepisu Wade-Giles: Tao-te-ching) neboli Kanonická kniha o Cestě Tao a Energii Te tvoří (spolu s textem Čuang-c' 莊子) základ raného (filosofického) taoismu. Podle tradice byl autorem tohoto staročínského spisu Lao-c' 老子 (Starý Mistr), jenž jej údajně sepsal počátkem 5. stol. př. Kr.
Historik S’-ma Čchien 司馬遷 (žil pravděpodobně v letech 145-90 př. Kr.) v knize Š’-ťi 史記 (Zápisky historika) popisuje vznik tohoto díla takto: „Lao-c’ 老子 pěstoval Cestu Tao 道 a její Energii Te 德 a učil, že člověk má žít v skrytu, bezejmenný. On sám žil ve státě Čchu 楚, ale když viděl jeho úpadek, odešel. Když přišel k [hraničním] Soutěskám, Strážce Soutěsek jej zastavil a řekl mu: Nyní, když se chystáš opustit tuto zemi, napíšeš [pro mne] knihu? – Teprve tehdy na jeho žádost Starý Mistr sepsal dva svazky, aby vyložil smysl Cesty Tao 道 a Energie Te 德 v pěti tisících znacích; načež odešel a nikdo se už nikdy nedozvěděl, kam se poděl.” – úryvek ze 63. kapitoly (upraveno)
Dílo obsahuje 81 krátkých kapitol, které jsou rozděleny do dvou částí. První část (kapitoly 1 až 37), označovaná jako Tao ťing 道經, pojednává o Cestě Tao 道 a zabývá se otázkami filosofickými, druhá část (kapitoly 38 až 81), označovaná jako Te ťing 德經, se věnuje převážně Energii Te 德 a týká se zejména otázek společenských.
Podrobný výklad Tao Te ťingu lze v češtině nalézt u Berty Krebsové: Lao-c’ – Tao te ťing. O tao a ctnosti (1971), Egona Bondyho: Poznámky k dějinám filosofie /2/. Čínská filosofie (1993), Oldřicha Krále: Čínská filosofie. Pohled z dějin (2005), nebo u Anne Cheng: Dějiny čínského myšlení (2006). O procesu jeho vzniku se lze dočíst ve (slovensky psané) dvoudílné publikaci Mariny Čarnogurské: Lao c’ a proces vzniku Tao Te ťingu (2009 a 2012). Filologický rozbor a slovník všech staročínských slov užitých v Tao Te ťingu vypracoval David Sehnal: Kniha Laozi. Překlad s filologickým komentářem (2013).
Tao Te ťing patří k nejpřekládanějším textům na světě a je nejpřekládanější čínskou knihou vůbec. V češtině existuje celá řada jeho překladů a převodů. Pouze několik z nich však bylo pořízeno přímo z klasické čínštiny. K těmto tzv. sinologickým překladům patří překlady Rudolfa Dvořáka (1920), Berty Krebsové (1971), Oldřicha Krále (1971 a 2010) a Davida Sehnala (2009 a 2013). Ve slovenštině jsou pak k dispozici překlady Mariny Čarnogurské, z nichž první tři vznikly ve spolupráci s Egonem Bondym (1993, 1996, 2005, 2009, 2012 a 2021).

## Názvy díla
Lao-c’ 老子 (Kniha Starého Mistra) – nejranější název (odpovídající jménu domnělého autora díla) z období před nástupem dynastie Čchin 秦, tj. před r. 221 př. Kr.
Tao Te č’ ťing 道德之經 (Kanonická kniha o Cestě Tao a její Energii Te), resp. Tao Te ťing 道德經 (Kanonická kniha o Cestě Tao a Energii Te) – tyto názvy pocházejí z období dynastie Chan 漢, tedy přibližně z let 206 př. Kr. až 220 po Kr. Podle starých kronik bylo dílo povýšeno na „kanonickou / klasickou knihu” (ťing 經) již za chanského císaře Ťing-tiho 景帝 (vládl v letech 157-141 př. Kr.).
Lao-c’ 老子 (Kniha Starého Mistra) / Lao-c’ Tao Te ťing 老子道德經 (Kanonická kniha o Cestě Tao a Energii Te od Starého Mistra) – tato označení byla běžně používána v období mezi dynastiemi Chan 漢 a Tchang 唐, tedy přibližně mezi lety 220 a 618 po Kr.
Tao Te čen-ťing 道德真經 (Pravá kniha o Cestě Tao a Energii Te) – čestný titul „pravá kniha” (čen-ťing 真經) dílu udělil velký příznivec taoismu tchangský císař Süan-cung 玄宗 (vládl v letech 712-756 po Kr.).
Wu-čchien c’ wen 五千字文 (Text o pěti tisících znacích) – toto metaforické označení proslavil v jednom ze svých čtyřverší tchangský básník Po Ťü-i 白居易 (žil v letech 772-846 po Kr.).

## Nejvýznamnější dochované verze aedice díla
Verze z Kuo-tien – tři soubory bambusových proužků popsaných úryvky z 31 kapitol textu (všechny z přelomu 4. a 3. stol. př. Kr.) nalezené v Kuo-tien 郭店 (v čínské provincii Chu-pej 湖北) v roce 1993.
Verze z Ma-wang-tuej – dva na hedvábí psané rukopisy textu (z konce 3. a začátku 2. stol. př. Kr.) nalezené v Ma-wang-tuej 馬王堆 (v čínské provincii Chu-nan 湖南) v roce 1973.
Fu Iho edice – edice textu (původně z konce 3. stol. př. Kr.), kterou vydal a vlastním komentářem opatřil taoistický učenec a astrolog Fu I 傅奕 (žil v letech 555-639 po Kr.).
Che-šang Kungova edice – edice textu (s největší pravděpodobností z období vlády chanského císaře Wen-tiho 文帝, tedy z let 180-157 př. Kr.) s komentářem legendárního taoistického mudrce Che-šang Kunga 河上公 neboli „úctyhodného Mistra od [Žluté] řeky”.
Jen Cunova edice – edice pouze Te ťingu 德經 (z 2. pol. 1. stol. př. Kr.) s komentářem taoistického učence Jen Cuna 嚴遵 (žil v době chanského císaře Čcheng-tiho 漢成帝, který vládl mezi lety 33 a 7 př. Kr.).
Siang Erova edice – edice pouze Tao ťingu 道經 (z pol. 2. stol. po Kr.) s teologickým komentářem (jinak neznámého) Siang Era 想爾, kterým však velmi pravděpodobně byl některý ze zakladatelů religiózního taoismu, a to buď Čang Lu 張陸 (žil ve 2. až 3. stol. po Kr.), nebo jeho děd Čang Ling 張陵, zvaný též Čang Tao-ling 張道陵 (ten podle tradice žil v letech 34-156 po Kr.).
Wang Piho edice – edice textu s komentářem neotaoistického učence Wang Piho 王弼 (žil v letech 226-249 po Kr.). Tato edice byla v moderní době prohlášena za tzv. standardní verzi a vycházela z ní většina moderních západních překladů včetně dosavadních překladů českých.